# Sérgio Malé
Sérgio Alexandre Andrade Malé (8 maggio 2004) è un calciatore saotomense, attaccante dell'Estrela Amadora e della nazionale saotomense.

## Carriera

### Club
Ha iniziato a giocare a calcio in patria con la maglia dell'Os Operarios, arrivando in Portogallo nel 2023 nel settore giovanile della Sacavenense. Dopo un anno è stato acquistato dall'Estrela Amadora, che lo ha assegnato alla propria squadra B. Ha debuttato nel Campeonato de Portugal (la quarta divisione portoghese) il 17 novembre nell'incontro vinto 1-0 contro l'Operário Desportivo ed il 15 dicembre seguente ha segnato il suo primo gol contro il Serpa.

### Nazionale
Il 6 giugno 2024 ha debuttato con la nazionale saotomense nell'incontro di qualificazione per il campionato mondiale 2026 perso 3-1 contro il Malawi.

## Statistiche

### Presenze e reti nei club
Statistiche aggiornate al 20 marzo 2025.
| Stagione        | Squadra           | Campionato      | Campionato | Campionato | Coppe nazionali | Coppe nazionali | Coppe nazionali | Coppe continentali | Coppe continentali | Coppe continentali | Altre coppe | Altre coppe | Altre coppe | Totale | Totale | Totale |
| Stagione        | Squadra           | Comp            | Pres       | Reti       | Comp            | Pres            | Reti            | Comp               | Pres               | Reti               | Comp        | Pres        | Reti        | Pres   | Reti   |        |
| --------------- | ----------------- | --------------- | ---------- | ---------- | --------------- | --------------- | --------------- | ------------------ | ------------------ | ------------------ | ----------- | ----------- | ----------- | ------ | ------ | ------ |
| 2024-2025       | Estrela Amadora B | CP              | 22         | 2          | -               | -               | -               | -                  | -                  | -                  | -           | -           | -           | 22     | 2      |        |
| Totale carriera | Totale carriera   | Totale carriera | 22         | 2          |                 | -               | -               |                    | -                  | -                  |             | -           | -           | 22     | 2      |        |

### Cronologia presenze e reti in nazionale
| Cronologia completa delle presenze e delle reti in nazionale ― São Tomé e Príncipe | Cronologia completa delle presenze e delle reti in nazionale ― São Tomé e Príncipe | Cronologia completa delle presenze e delle reti in nazionale ― São Tomé e Príncipe | Cronologia completa delle presenze e delle reti in nazionale ― São Tomé e Príncipe | Cronologia completa delle presenze e delle reti in nazionale ― São Tomé e Príncipe | Cronologia completa delle presenze e delle reti in nazionale ― São Tomé e Príncipe | Cronologia completa delle presenze e delle reti in nazionale ― São Tomé e Príncipe | Cronologia completa delle presenze e delle reti in nazionale ― São Tomé e Príncipe |
| Data                                                                               | Città                                                                              | In casa                                                                            | Risultato                                                                          | Ospiti                                                                             | Competizione                                                                       | Reti                                                                               | Note                                                                               |
| ---------------------------------------------------------------------------------- | ---------------------------------------------------------------------------------- | ---------------------------------------------------------------------------------- | ---------------------------------------------------------------------------------- | ---------------------------------------------------------------------------------- | ---------------------------------------------------------------------------------- | ---------------------------------------------------------------------------------- | ---------------------------------------------------------------------------------- |
| 6-6-2024                                                                           | Lilongwe                                                                           | Malawi                                                                             | 3 – 1                                                                              | São Tomé e Príncipe                                                                | Qual. Mondiali 2026                                                                | -                                                                                  | 65’                                                                                |
| 9-6-2024                                                                           | Oujda                                                                              | São Tomé e Príncipe                                                                | 0 – 1                                                                              | Liberia                                                                            | Qual. Mondiali 2026                                                                | -                                                                                  |                                                                                    |
| Totale                                                                             |                                                                                    | Presenze                                                                           | 2                                                                                  |                                                                                    | Reti                                                                               | 0                                                                                  |                                                                                    |